# Геологія Антарктиди
Геологія Антарктиди

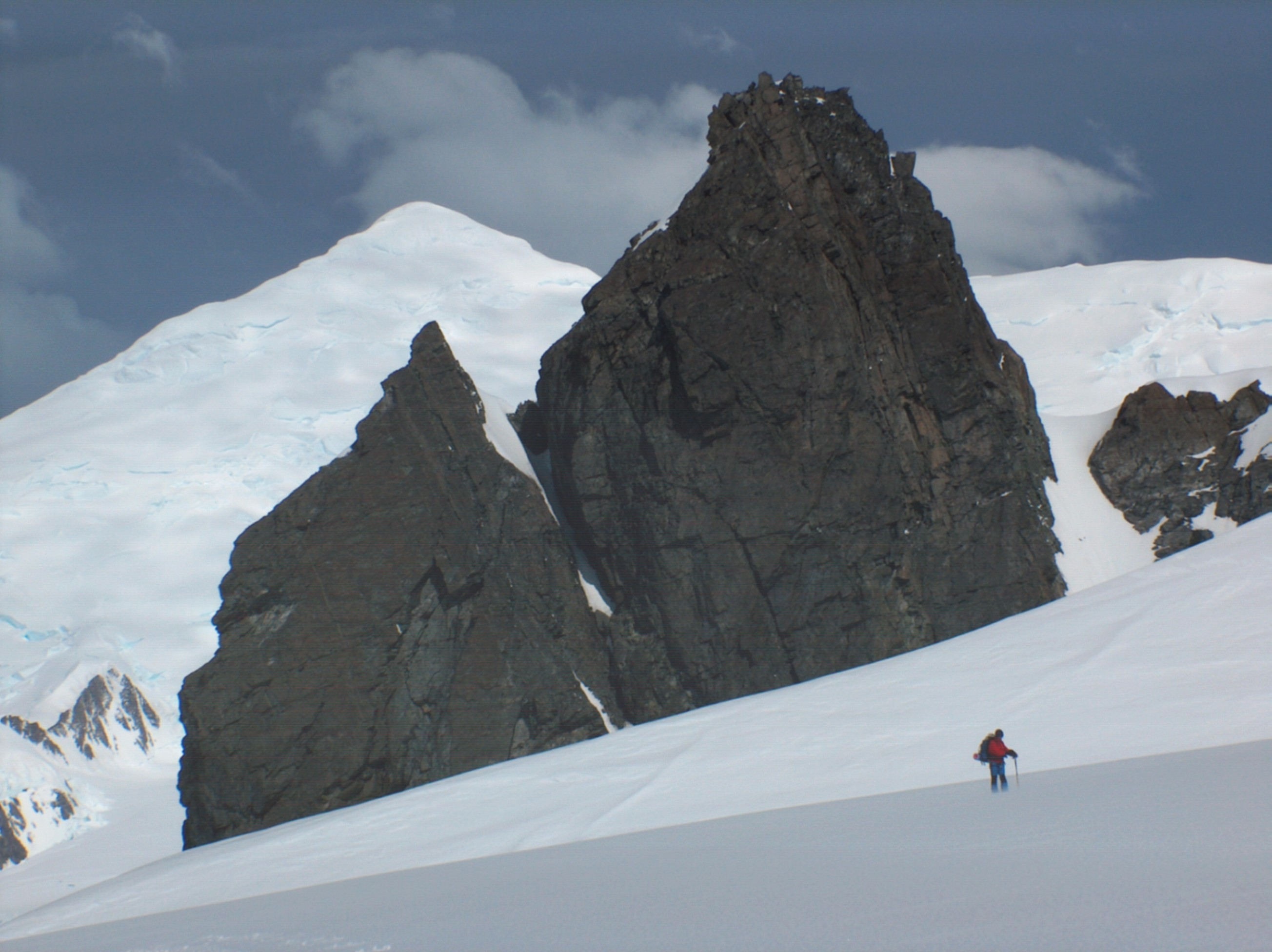
Survey route.

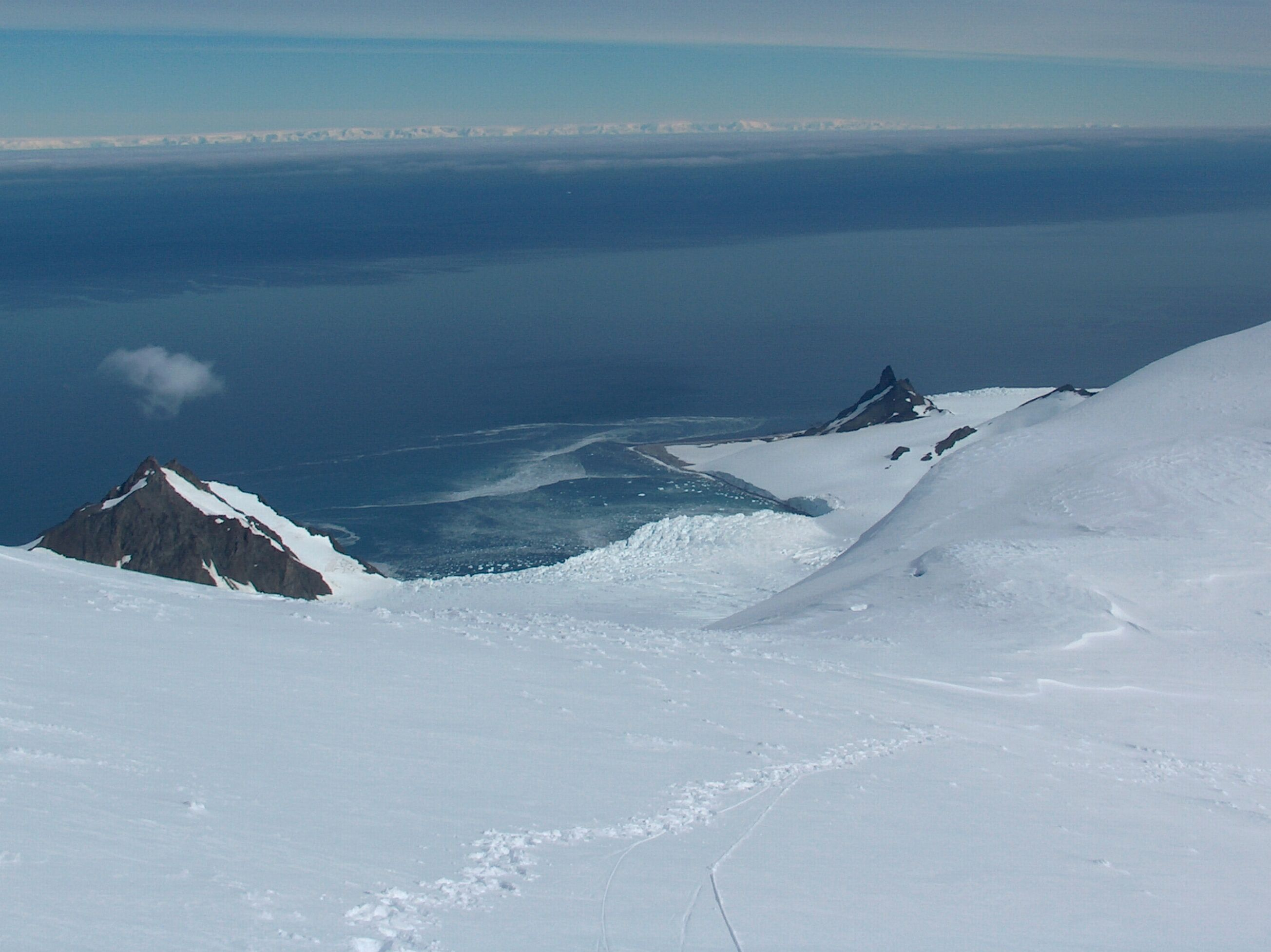
Bransfield Strait.

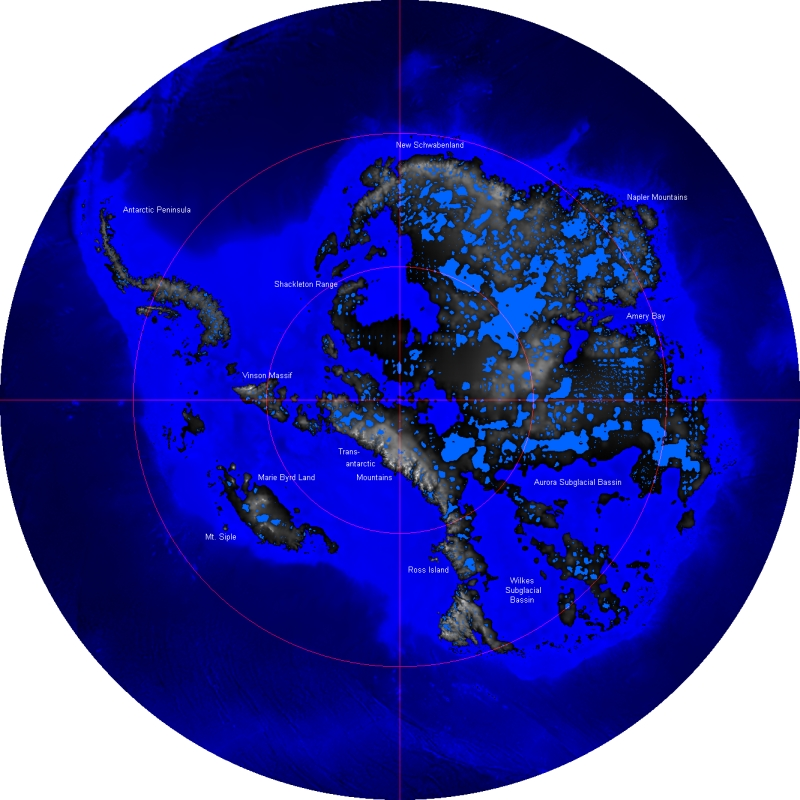
Антарктида без льоду. Карта не враховує підняття рівня моря через танення льоду так само як і швидке підняття суші на яку він зараз тисне.

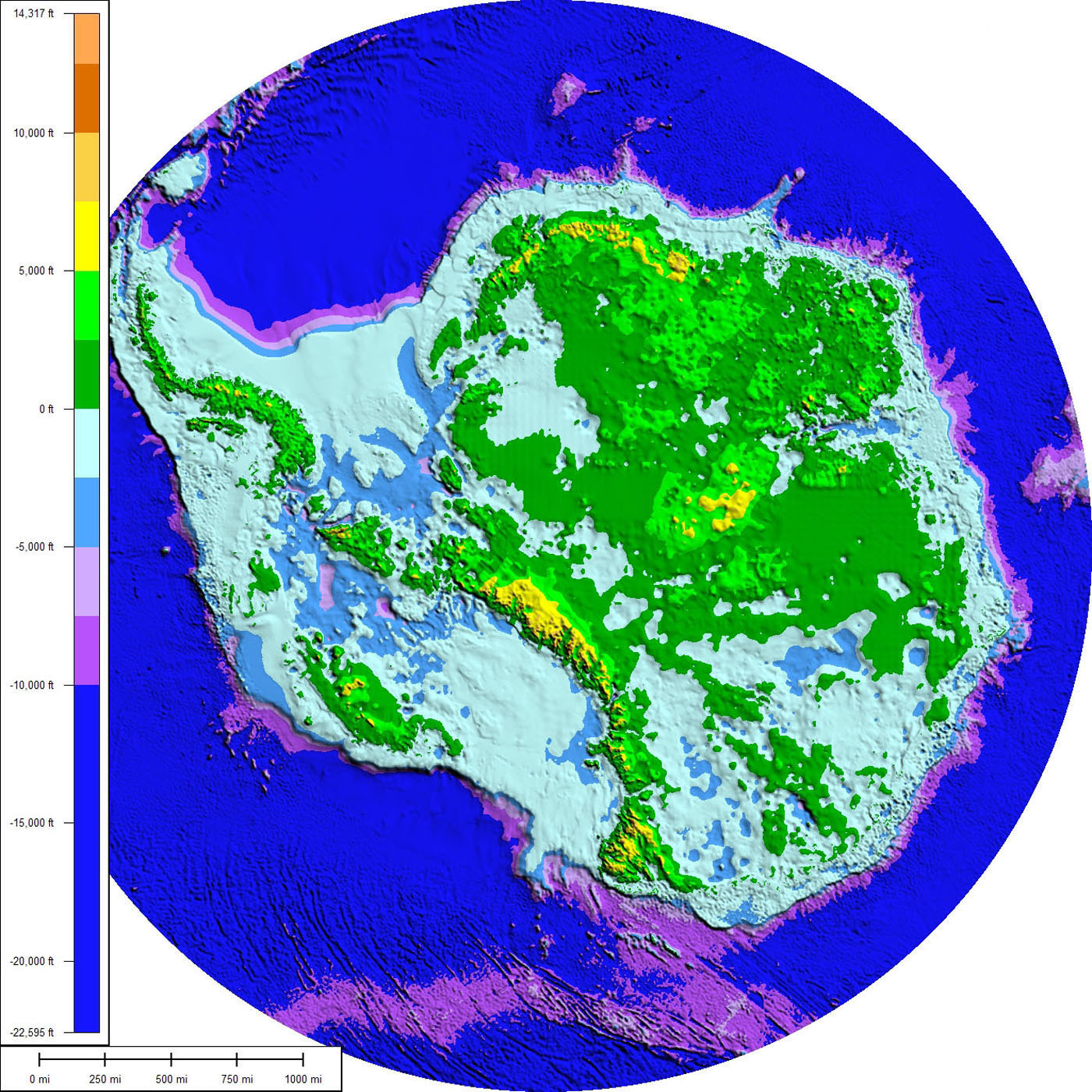
Топографія Антарктиди під шаром льоду

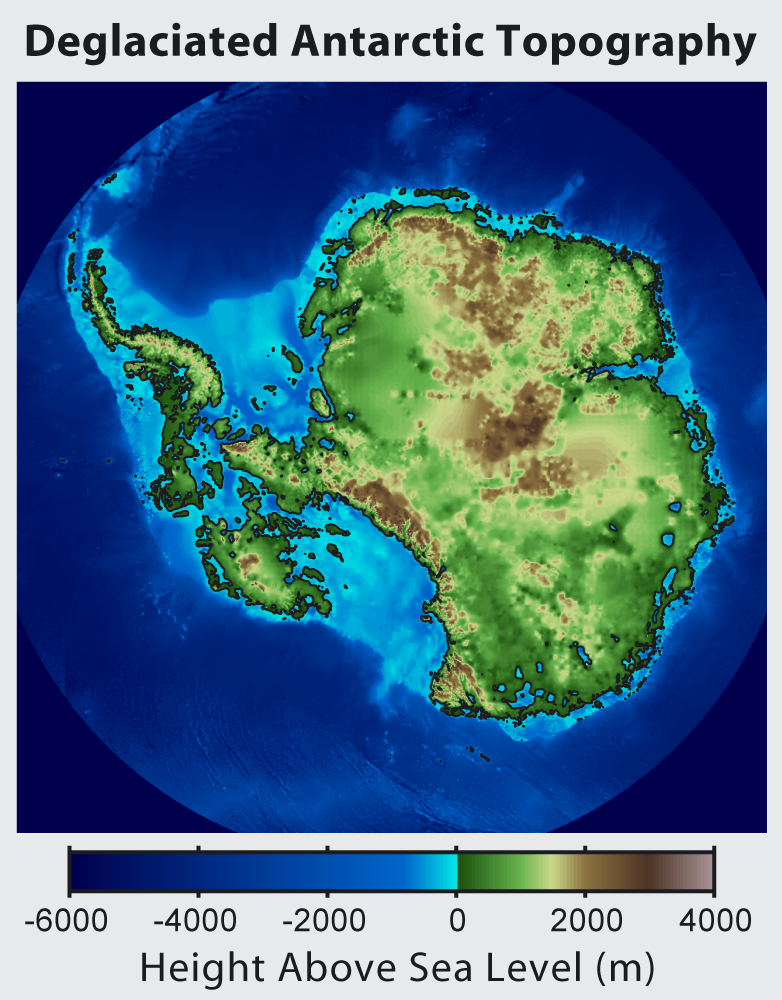
Це топографічна карта Антарктиди без урахування крижаного покриву та з урахуванням ізостатичного підняття і підвищення рівня моря. Таким чином, ця карта зображає топографію Антарктиди, якою вона, можливо, була 35 мільйонів років тому, коли Земля була досить теплою, аби запобігти формуванню великомасштабного крижаного покриву в Антарктиці.

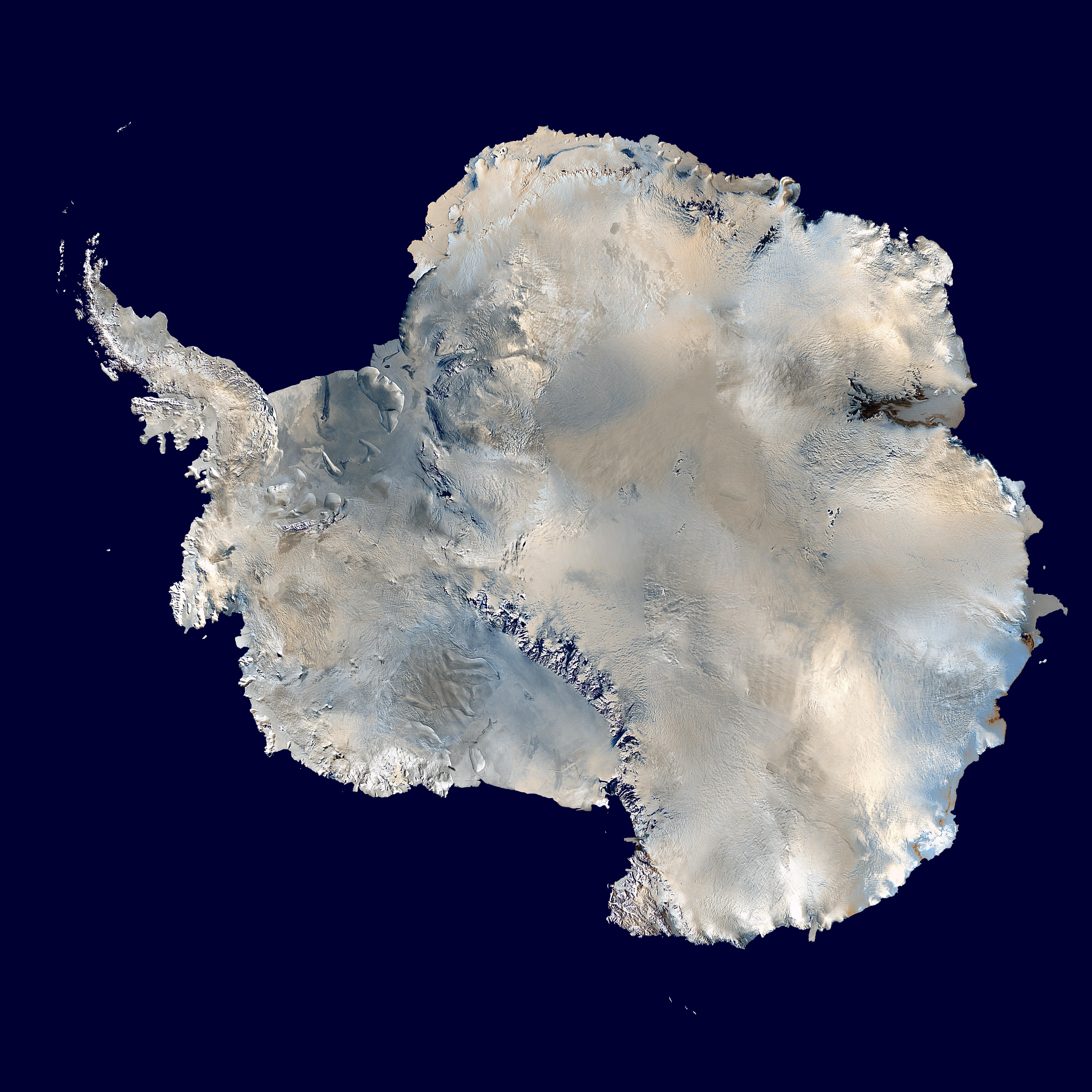
Супутникова світлина Антарктиди.

У будові Антарктиди виділяються докембрійська Антарктична платформа (Східна Антарктида) та пізньодокембрійсько-ранньопалеозойська складчаста система Трансантарктичних гір і середньопалеозойсько-мезозойська — Західно-Антарктична складчата система. Найважливіші елементи структури материка — численні рифтові зони.

## Східна Антарктика
Антарктична платформа (площа близько 8 млн км²) займає більшу частину Східної Антарктиди і сектор Західної Антарктиди між 0 і 35° західної довготи. На узбережжі Східної Антарктиди розвинений переважно архейський кристалічний фундамент, складений складчастими метаморфічними товщами ґранулітової і амфіболітової фацій (ендербіти, чарнокіти, гранітоґнейси, піроксено-плагіоклазові сланці та ін.) метаморфізму. У післяархейську добу ці товщі прорвані інтрузіями гранітів, анортозит-ґраносієнітів, дайками долеритів і пегматитовими жилами. На фундаменті локально залягають протерозойські і нижньопалеозойські осадово-вулканогенні породи, а також пермські теригенні відклади і юрські базальти. Протерозойсько-раньопалеозойські складчасті товщі (до 6000-7000 м) залягають в авлакогенах (гори Принс-Чарльз). Древній чохол розвинений в західній частині Землі Королеви Мод. Тут на архейському кристалічному фундаменті субгоризонтально залягають платформні протерозойські осадово-вулканогенні товщі (до 2000 м). Палеозойський комплекс чохла представлений пермськими вугленосними товщами, місцями перекритими толеїтовими базальтами середньої юри. Система Трансантарктичних гір виникла на корі континентального типу. Її розріз має двоярусну будову.

## Західна Антарктика
Західно-Антарктична складчаста система обрамовує Тихоокеанське узбережжя материка від протоки Дрейка до мису Росса. Структура її визначається великою кількістю виступів метаморфічного фундаменту, інтенсивно перероблених у мезозої і частково облямованих пізньопалеозойськими і ранньомезозойськими геосинклінальними комплексами, деформованими поблизу межі між тріасом і юрою. Пізньомезозойсько-кайнозойський структурний поверх характеризується слабкою дислокованістю потужних осадових і вулканогенних формацій, що нагромаджувалися на фоні контрастного орогенезу, рифтогенезу й інтрузивного магматизму. Вздовж східного узбережжя Антарктичного півострова відмічаються виходи пізньокрейдово-палеогенового моласового комплексу порід. Численні інтрузії габро-гранітного складу, головним чином епохи крейди.
Рифтові зони виділені з великої кількості кайнозойських ґрабенів на основі специфічних особливостей структури земної кори. Найвивченіші рифтові зони льодовиків Ламберта, Фільхнера і протоки Брансфілд.